# Мій поліцейський
«Мій поліцейський» (англ. My Policeman) — британсько-американська романтична драма 2022 року від режисера Майкла Ґрандаджа. Сюжет заснований на однойменному романі англійської письменниці Бетан Робертс. В фільмі знялись: Гаррі Стайлс, Емма Коррін, Джина Маккі, Лайнас Роуч, Девід Доусон і Руперт Еверетт.
Світова прем'єра картини відбулась 11 вересня 2022 року на Міжнародному кінофестивалі у Торонто. 21 жовтня 2022 року відбулась прем'єра в США, а з 4 листопада 2022 року фільм транслюється на сервісі Prime Video. Картина отримала змішані відгуки критиків, які високо оцінили акторську гру Девіда Доусона але розкритикували режисерську роботу і сценарій.

## Сюжет
1950-ті роки, Англія. Шкільна вчителька Маріон закохується у поліцейського Тома. Дівчина ще не знає, що Тому подобається мистецтвознавець Патрік. Через соціальні обмеження тих часів Том вирішує ігнорувати свої почуття до Патріка та одружується з Маріон. Минає 40 років. У будинку пари все змінюється, коли до них у гості приїжджає їхній старий друг-інвалід Патрік. Його поява викликає спогади про спільне минуле Тома та Патріка.

## Акторський склад
- Гаррі Стайлс в ролі юного Тома Берджесса
- Емма Коррін в ролі юної Маріон Тейлор
- Девід Доусон в ролі юного Патріка Хейзлвуда
- Лайнас Роуч в ролі Тома Берджесса
- Джина Маккі в ролі Маріон Тейлор
- Руперт Еверетт в ролі Патріка Хейзлвуда

## Сприйняття
На сайті-агрегаторі рецензій Rotten Tomatoes фільм має 46 % позитивних відгуків на основі 139 огляду з середнім рейтигом 5.7/10. Консенсус сайту звучить так: «Помірно захопливий в найкращих моментах, „Мій поліцейський“ дещо втомлює, незважаючи на поважні зусилля досвідченого акторського складу». На сайті Metacritic картина має середньозважений рейтинг 50 зі 100 на основі 38 відгуків, що відносить її до категорії «змішані або середні відгуки».